# ماهی لب‌غنچه‌ای
ماهی لب‌غنچه‌ای (نام علمی: Tautoga onitis) نام یک گونه از تیره زمردماهیان است.